# Cabildo de clérigos (Molina de Aragón)
El Cabildo de clérigos o Cabildo eclesiástico de Molina de Aragón fue una institución religiosa, creada en el siglo XII, que agrupaba a todos los sacerdotes y beneficiados de las parroquias de la ciudad que hubieran nacido en el señorío de Molina, La función primordial del Cabildo era asegurar la celebración del culto divino en Molina de Aragón, y tenía su sede en la iglesia de San Martín, la más antigua de la ciudad, donde se establecieron en 1187.
La patrona del Cabildo era la Inmaculada Concepción, y el símbolo que adoptaron fue una jarra de azucenas.

## Historia
El Cabildo eclesiástico fue fundado en el siglo XII, aunque algunos autores especificaron que fue en 1140, y otros en 1152, por el canónigo de origen francés Juan Sardón, que llegó al señorío de Molina, procedente de la ciudad francesa de Narbona, acompañando a Ermesenda de Narbona, esposa del conde Manrique Pérez de Lara, primer señor de Molina.
El Cabildo englobaba a todos los sacerdotes y beneficiados de las parroquias molinesas nacidos en el señorío, y estaba compuesto por unos cuarenta canónigos, aunque su número no fue establecido durante la Edad Media y dependía del número de beneficios eclesiásticos de que disponía en cada momento. Al frente de la institución se encontraba el abad, que era elegido anualmente por el resto de los clérigos el primer viernes después del Día de Todos los Santos, cuya festividad se celebra el día 1 de noviembre, y los otros cargos establecidos en el Cabildo eran los de deán y racionero.
El arcipreste del Cabildo era el único miembro que podía ser forastero, según consta en un documento que se encontraba en el archivo del Cabildo, y que el historiador Diego Sánchez Portocarrero llegó a ver y consignó en su obra, Historia del señorío de Molina. Y en ese documento constaba que esa disposición sobre los arciprestes fue aprobada en 1506 por Bernardino López de Carvajal y Sande, obispo de Sigüenza, y posteriormente cardenal.
También se componía el Cabildo, además de por clérigos, por cofrades seglares y familiares del mismo, cuyo número se desconoce, entre los que destacaron los señores de Molina y, posteriormente, los reyes de Castilla, cuando el señorío de Molina quedó incorporado a la Corona castellana en 1293, tras la muerte de Blanca Alfonso de Molina, que fue la última señora independiente de Molina. Sancho IV de Castilla se hizo familiar del Cabildo en 1293, Fernando IV en 1297, Alfonso XI en 1329, y Pedro I en 1351.
El Cabildo se regía por unos estatutos o constituciones, que, según algunos autores, probablemente fueron establecidos por el fundador del Cabildo, Juan Sardón, aunque solamente se conservan algunos fragmentos de ellos, mencionados por Francisco Núñez, vicario del arciprestazgo de Molina y abad del Cabildo de clérigos, en su obra Archivo de las cosas notables de Molina, y citados por el historiador Diego Sánchez Portocarrero en su Historia del señorío de Molina. No obstante, los estatutos fueron modificados durante la Edad Media en varias ocasiones, como en la época de Blanca Alfonso de Molina, que rigió el señorío de Molina entre 1272 y 1293, otra vez alrededor de 1300, mientras la reina María de Molina era señora de Molina, y también en 1415.
También poseía el Cabildo diferentes propiedades, que eran explotadas por arrendadores, y en 1255 el infante Alfonso de Molina, que fue señor de Molina y Mesa e hijo del rey Alfonso IX de León, le entregó al Cabildo 200 maravedís para que compraran con ellos cierta heredad que no es mencionada en el documento. Y también consta que en 1482, durante el reinado de los Reyes Católicos, el Cabildo poseía un palacio junto a la Puerta del Chorro de Molina de Aragón, que era conocido como palacio de los abades, y algunas huertas, que estaban dadas a censo a diversos habitantes de Molina.
A finales del siglo XV y principios del XVI, había doce iglesias parroquiales en la ciudad, y las más destacadas eran las de San Martín, que era la sede del Cabildo y la más antigua de la ciudad, y la iglesia de Santa María del Conde. Y en 1537 el Cabildo de ballesteros de Molina de Aragón y el Cabildo de clérigos acordaron que este último se encargaría de celebrar los oficios religiosos en honor de San Sebastián, patrón de los ballesteros.

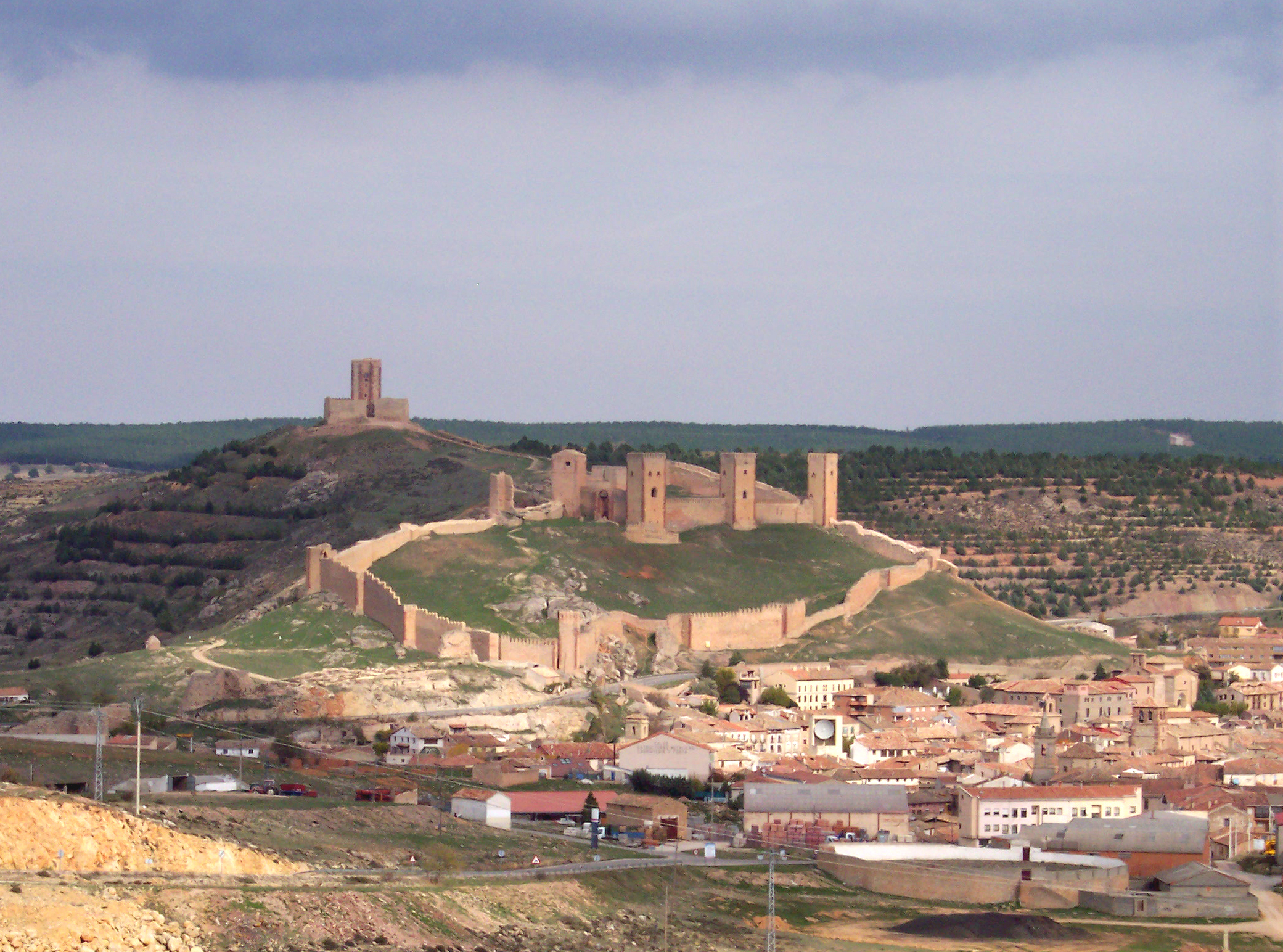
Vista general de la ciudad y el castillo de Molina de Aragón.

A pesar de que la sede del Cabildo se encontraba en la iglesia de San Martín, la contaduría y el archivo del Cabildo se custodiaban en la iglesia de San Pedro de Molina de Aragón, y en el siglo XVII fueron trasladados a la iglesia de San Gil. Y en la actualidad, el archivo se custodia, junto con otros fondos, en el ayuntamiento de la ciudad.
La ciudad de Molina de Aragón posee el privilegio especial, junto con Mula y Roma, de poder celebrar dos veces al año la Nochebuena, ya que además de celebrar la tradicional del día 24 de diciembre, puede hacerlo también en la noche del 7 al 8 de diciembre, gracias a una dispensa otorgada por el papa León X en 1518, en la que se autorizaba al Cabildo de Clérigos de Molina a oficiar una misa capitular en esa medianoche, al igual que hacían en la misa del Gallo. Y dicho privilegio fue concedido porque el Cabildo remitió al pontífice un memorial en el que se detallaba la devoción que la ciudad de Molina, y los pueblos que integraban su señorío, habían sentido desde fechas remotas hacia la Inmaculada Concepción.
El Cabildo de clérigos fue suprimido en 1851, año en que el España suscribió con la Santa Sede el Concordato de 1851. Y con la supresión del Cabildo, el privilegio de poder celebrar dos Nochebuenas en Molina de Aragón quedó invalidado, y para remediarlo, el párroco de la iglesia de San Gil, Melchor Gaona, solicitó en 1883 al papa León XIII que el privilegio fuera renovado a favor del párroco o encargado de dicha iglesia, junto con todos los usos y prácticas establecidos en el mismo. Y el papa aprobó la petición, por medio de la Sagrada Congregación de Ritos, el 14 de diciembre de 1883.